# Bastelica
Bastelica es una comuna francesa del departamento de Córcega del Sur, en la colectividad territorial de Córcega. 

## Demografía
| abs. | 1 790 | 1 798 | 2 017 | 2 420 | 2 375 | 2 528 | 2 605 | 3 003 | 3 071 | 2 842 | 2 934 | 2 958 | 3 196 | 3 277 | 3 367 | 3 341 | 3 582 | 3 689 | 3 938 | 3 661 | 3 925 | 4 125 | 4 152 | 3 367 | 2 172 | 833 | 774 | 762 | 766 | 436 | 460 | 525 | 549 |
| Para los censos de 1962 a 1999 la población legal corresponde a la población sin duplicidades (Fuente: INSEE [Consultar]) |       |       |       |       |       |       |       |       |       |       |       |       |       |       |       |       |       |       |       |       |       |       |       |       |       |     |     |     |     |     |     |     |     |